# Kilmeri jezik
Kilmeri jezik (kilmera; ISO 639-3: kih), jezik porodice border, skupine bewani, kojim govori 1 970 ljudi (2004 SIL) u petnaest sela u provinciji Sandaun u Papui Novoj Gvineji.
Područje plemena Kilmeri prostire se na 400 četvornih kilometara sjeverno od Bewani planina. Govore se dva dijalekta zapadni ili isi i istočni ili ossima. Jezik je u opasnosti od izumiranja jer ga više ne govore djeca mlađa od deset godina. U upotrebi je i tok pisin [tpi]. Etnička populacija: 2 823 (2004 SIL)

## Vanjske poveznice
- Ethnologue (14th)
- Ethnologue (15th)